# Юханово (Смоленская область)
Юханово — деревня в Гагаринском районе Смоленской области России. Входит в состав Гагаринского сельского поселения. По состоянию на 2007 год постоянного населения не имеет. 
Расположена в северо-восточной части области в 19 км к северо-востоку от Гагарина, в 26 км севернее автодороги М1 «Беларусь». В 22 км юго-западнее деревни расположена железнодорожная станция Гагарин на линии Москва — Минск. 

## История
В годы Великой Отечественной войны деревня была оккупирована гитлеровскими войсками в октябре 1941 года, освобождена в марте 1943 года. 